# Captain Oi! Records
Capitaine Oi ! Records est un label discographique britannique de punk rock et oi!, basé à High Wycombe, en Angleterre.

## Histoire
Le label est fondé en 1993 à High Wycombe, en Angleterre, et compte plus de 300 albums de nombreux groupes de punk rock et oi! de la fin des années 1970 et des années 1980. Le label est créé par Mark Brennan, ancien bassiste de The Business, qui avait précédemment co-dirigé Link Records et la filiale Dojo de Castle Records.  L'inspiration de Brennan avait été Ace Records, avec Captain Oi! destiné à être « l'Ace Records du rétro punk rock », rééditant du matériel de groupes punk classiques.
Le mandat du label s'élargit avec la sortie d'albums nouvellement enregistrés par des groupes qui correspondaient au style du label, comme Argy Bargy, et de nouveaux morceaux par certains des groupes punk plus anciens, notamment Special Duties et Cockney Rejects. Grâce à sa sous-empreinte Captain Mod, le label a également réédité des albums d'artistes mod revival et 2 Tone sortis à l'origine en même temps que l'apogée du punk et de la oi!, notamment Selecter, Secret Affair et The Chords.

## Groupes notables
- The 4-Skins
- 999
- The Adicts
- The Adverts
- Angelic Upstarts
- Anti-Establishment
- Anti Nowhere League
- Alternative TV
- Bad Manners
- Blitz
- Buzzcocks
- Chaos UK
- Chaotic Dischord
- Chelsea
- Chron Gen
- Cockney Rejects
- Cock Sparrer
- Conflict
- The Defects
- The Dickies
- Discharge
- Eddie and the Hot Rods
- The Exploited
- Extreme Noise Terror
- GBH
- Goldblade (en)
- Judge Dread
- Leyton Buzzards
- London
- The Lurkers
- Major Accident
- The Members
- The Meteors
- One Way System
- Patrik Fitzgerald
- Penetration
- Peter and the Test Tube Babies
- Ramones
- The Revillos
- The Ruts
- The Saints
- Secret Affair
- The Selecter
- Sham 69
- Sid Vicious
- The Skids
- Stiff Little Fingers
- Tenpole Tudor
- Toy Dolls
- UK Subs
- The Vapors
- The Vibrators
- Vice Squad